# アース・クライシス
アース・クライシス（Earth Crisis）は、1989年に結成されたアメリカ合衆国ニューヨーク州シラキュース出身のメタルコア・バンドである。
動物の権利運動の支援、ストレート・エッジや菜食主義の啓発をしたり、社会問題や政治問題を取り扱うバンドとしても知られている。
2001年に解散し、2007年から活動を再開している。

## メンバー

### 現在のメンバー
- カール・ブエクナー (Karl Buechner) – ボーカル (1991年–2001年、2007年– )、ベース (1989年)
- スコット・クローズ (Scott Crouse) – ギター (1991年–2001年、2007年– )
- イアン・"ブルドッグ"・エドワーズ (Ian "Bulldog" Edwards) – ベース (1991年–2001年、2007年– )
- デニス・メリック (Dennis Merrick) – ドラム (1993年–2001年、2007年– )
- エリック・エドワーズ (Erick Edwards) – ギター (1998年–2001年、2007年– )

### 旧メンバー
- DJローズ (DJ Rose) – ボーカル (1989年)
- ジョン・モーズマン (John Moseman) – ギター (1989年)
- ジェシー・バックリー (Jesse Buckley) – ドラム (1989年)
- ベン・リード (Ben Read) – ギター (1991年–1994年)
- クリス・ヴィークマン (Kris Wiechmann) – ギター (1994年–1998年)
- マイケル・リカルディ (Michael Riccardi) – ドラム (1991年–1993年)

## ディスコグラフィ

### スタジオ・アルバム
- 『デストロイ・ザ・マシンズ』 - Destroy the Machines (1995年、Victory)
- Gomorrah's Season Ends (1996年、Victory)
- 『ブリード・ザ・キラーズ』 - Breed the Killers (1998年、Roadrunner])
- 『スリザー』 - Slither (2000年、Victory)
- 『ラスト・オブ・ザ・セイン』 - Last of the Sane (2001年、Victory)
- 『トゥー・ザ・デス』 - To the Death (2009年、Century Media)
- Neutralize the Threat (2011年、Century Media)
- Salvation of Innocents (2014年、Candlelight)

### EP
- All Out War (1992年、Conviction)
- Firestorm (1993年、Victory)
- The Discipline (2015年、Bullet Tooth)
- Vegan for the Animals (2022年、Fiveonone Music)

### コンピレーション・アルバム
- 『1991-2001 フォエヴァー・トゥルー』 - Forever True (1991–2001) (2001年、Victory)